# 死神 (日本)
死神（しにがみ）は、人間を死に誘う、または人間に死ぬ気を起こさせるとされる神。死に神とも書かれる。本項では日本の宗教、古典、民間信仰、大衆文化における死神について記述する。日本以外の神話や民間伝承上の死神については「死神」の項を参照。

## 日本の宗教上の死神

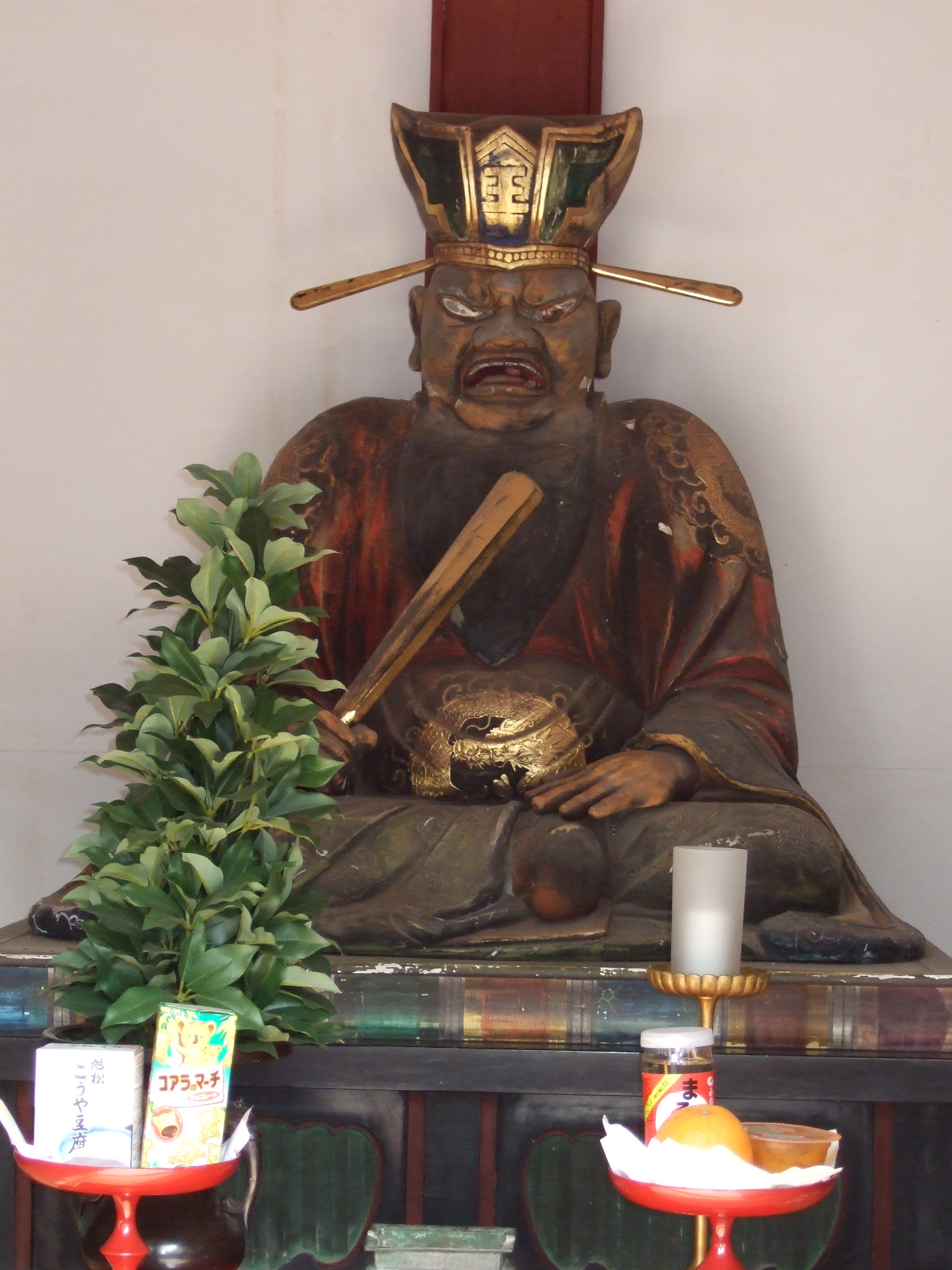
京都府宮津市・成相寺の閻魔像

仏教においては死にまつわる魔として「死魔」がある。これが人間を死にたくさせる魔物で、これに憑かれると衝動的に自殺したくなるなどといわれ、「死神」と説明されることがある。また仏教唯識派の文献である『瑜伽論』には衆生の死期を定める魔がある。冥界の王とされる閻魔や、その下にいる牛頭馬頭などの鬼が死神の類とされることもある。
また、仏教には無神論に立っているために「死神」の概念はないとする見方もある。日本の仏教信仰の中で生み出された鬼神や怨霊などは、人間の命を奪うことはあっても、人々を死の世界へ導くことだけを司る「死神」ではないとする意見もある。

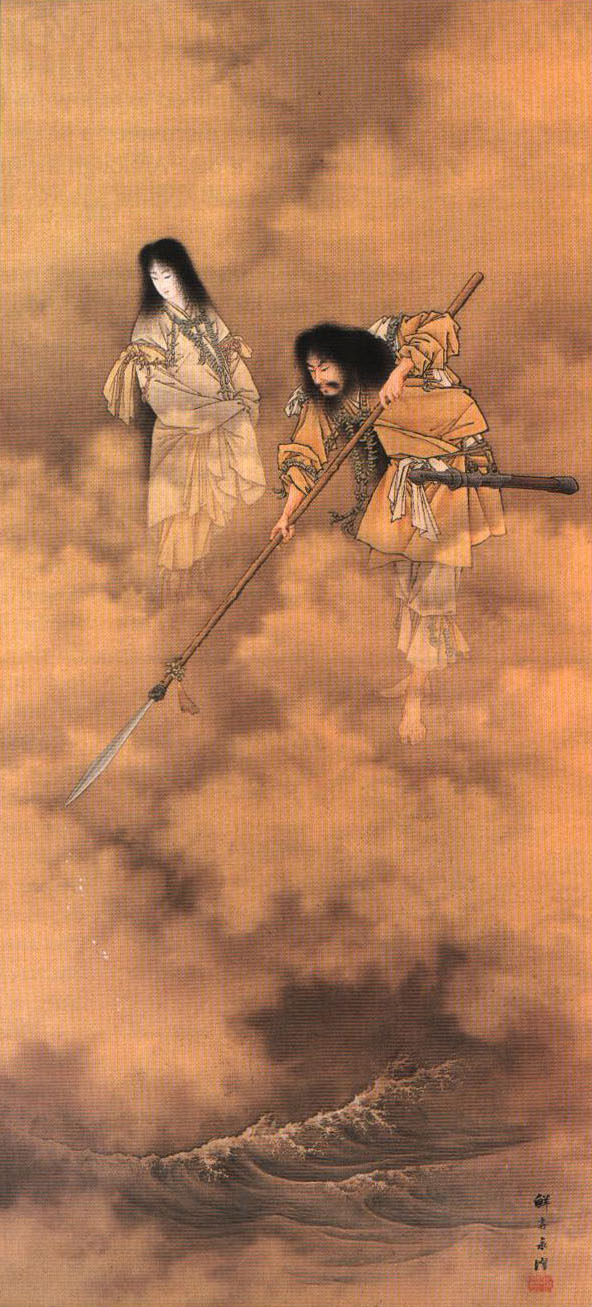
小林永濯画「天瓊を以て滄海を探るの図」。左がイザナミ。

神道では、日本神話においてイザナミが人間に死を与えたとされており、イザナミを死神と見なすこともある（神産み#黄泉の国も参照）。
しかしイザナミや閻魔は、西洋の神話のような死神とは異なるとする考えもある。

## 人形浄瑠璃での死神
日本の古典においては死神の名は一般的ではなかったらしく、記述は少ないが、江戸時代に入ると、近松門左衛門による心中をテーマにした人形浄瑠璃や古典の書籍に「死神」の名が見られる。
近松の宝永3年（1706年）上演の『心中二枚絵草紙』では、心中に誘われる男女が「死神の導く道や……」と書かれており、宝永6年（1709年）上演の『心中刃は氷の朔日』では、男性と心中しようとした女性が「死神の誘う命のはかなさよ」と語っている。これらは、死神の存在によって男女が心中に至ることを言っているのか、それとも心中の様子を死神にたとえたのかは明らかになっておらず、「死神」という単語を用いることで生のはかなさを表現しているとの解釈もある。
ほかにも、やはり近松の作品で享保5年（1720年）上演の『心中天網島』に「あるともしらぬ死にがみに、誘われ行くも……」とある。これは登場人物の商売が紙屋であることから「紙」と「神」をかけ、死に直面する人物の心を表現したものと考えられているが、文面のとおり「あるともしらぬ死神に」と解釈し、作者の近松本人が、死神が存在すると考えていなかったとする見方もある。

## 古典文学での死神

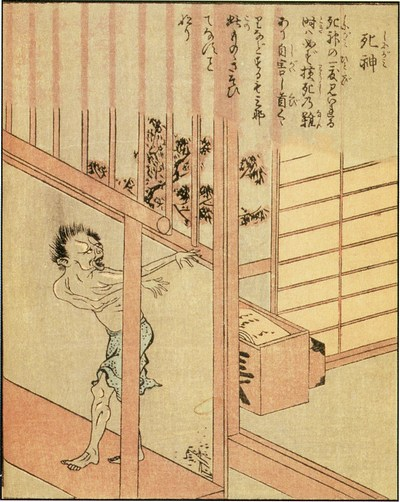
『絵本百物語より「死神」。竹原春泉斎画。

江戸時代の古典文学には、人間に取り憑く死神が語られている。天保12年（1841年）の奇談集『絵本百物語』には「死神」の名の奇談があるが、これは悪念を持つ死者の気が、生者の悪念に呼応してその者を悪しきところに導くものとされ、これにより殺人のあった場所では同様の事件が起き、首つり自殺のあった場所ではまた同じ自殺があるなど、人間に死にたくなるように仕向ける憑き物のようなものとされる。これに近いものに、幕末の随筆『反古のうらがき』において人間に首つり自殺をしたくなるよう仕向けたとされる「縊鬼（いつき）」や、民間信仰における憑き物である「餓鬼憑き」「七人ミサキ」などがある。
江戸時代後期の随筆作者・三好想山による嘉永3年（1850年）の随筆『想山著聞奇集』のうちの「死に神の付たると云は嘘とも云難き事」は、死神の取り憑いた女郎が男を心中に誘う話であり、河竹黙阿弥による明治19年（1886年）上演の歌舞伎『盲長屋梅加賀鳶』も、人間の思考の中に死神が入り込み、その者が自分の犯した悪事を思い起こして死にたくなるという話である。これらは神よりも幽鬼（ゆうき：亡霊や幽霊のこと）、または悪霊に近いものと考えられている。
三遊亭圓朝による古典落語の演目に『死神』があるが、これは日本独自に考えられたものではなく、イタリア歌劇『靴直クリスピノ』、またはグリム童話『死神の名付け親』の翻案と考えられている。

## 民間信仰上の死神
戦後の民間信仰においても「死神」は語られている。
熊本県宮地町の習俗では、夜伽に出て帰る者は、必ず茶か飯一杯を食して寝なければならず、これを怠ると死神に憑かれるといわれる。
静岡県浜松地方では、山や海、または鉄道で人が死んだ場所へ行くと死神が取り憑くという。そのような場所での死者には死番（しにばん）というものがあり、次の死者が出ない限り、いくら供養されても浮かばれないので、後から来る生者が死者に招かれるといわれている。また、彼岸の墓参りは入りの日か中日に行うのが一般的だが、岡山県では彼岸の開けの日に参ると死神に取り憑かれるという。また入りの日に参った際には開けの日にも参る必要があり、片参（かたまい）りをすると死神が取り憑くという。こうした俗信の背景には、祀り手のない死者の亡霊が仲間を求めて人を誘うという考え方があったと考えられている。
京都府の伝承では、死神の憑いた者をドンバ（河童のことらしい）が水辺に引っ張って死なせることから、ドンパに引かれて誰かが死ぬと、それから3年目、7年目、13年目にもドンバに引かれて死者が出るという。

## 戦後の大衆文化での死神

水木しげるロードに設置されている「死神」の像

戦後は西洋の死神の観念が日本に入ってきたことで、死神は人格を持つ存在として語られるようになり、フィクション作品の題材になることも多くなっている。昭和期では『ゲゲゲの鬼太郎』をはじめとする水木しげるの漫画作品で登場する死神が知られており、1979年のテレビドラマ『日本名作怪談劇場』では歌舞伎役者の中村鴈治郎が死神を演じている。平成以降では『DEATH NOTE』『BLEACH』『死神の精度』などの漫画・アニメ・小説作品でしばしば作品自体のテーマとして用いられており、『真・女神転生』『ファイナルファンタジーシリーズ』『ドラゴンクエストシリーズ』などのゲーム作品に登場することも多い。
古典文学での死神をもとにした作品としては、京極夏彦による続巷説百物語の一話『死神 或は七人みさき』（季刊怪第拾号に収録）がある。『絵本百物語』をもとにしたもので、同書と同様に死神は悪念の持主を死へ招くものとされ、作中ではこれに類する存在として先述の死魔、縊鬼、七人ミサキについても言及されている。